# 金海湿地公园
金海湿地公园是位于中國上海市浦东新区曹路镇的一個公園，占地面积约41.8公顷，由浦东新区林业站（上海市环城绿带建设管理处）管辖。公園地處上海外环线以東、民唐路以西、金海路以南。公園內有人工林地、人工湿地、白色沙灘、一座上海城市森林生态国家站以及上海金海湿地科普馆。秦家港将公園分為南北兩區。

## 歷史
金海湿地公园前身是金海湿地，與华夏公园、高东生态园同屬2005年生态专项建设工程，金海湿地屬於該工程的浦东段P128地块。該工程規劃建設109公顷面积的綠地。工程于2006年1月开工，2009年12月竣工。
2022年7月1日，金海湿地公园启动改造。2022年12月29日，金海湿地公园完成改造并对外开放。
2023年2月2日，上海金海湿地科普馆開館。
截至2023年12月底，金海湿地公园记录到包括白腹蓝鹟、矶鹬、丘鹬在內的82种鸟类。每年在公園可以發現1500多只鸟。